# J'aurais pu être une pute
Pour plus de détails, voir Fiche technique et Distribution.
J'aurais pu être une pute est un court métrage français réalisé par Baya Kasmi et sorti en 2011.

## Synopsis
À la caisse d’un magasin de bricolage, Mina est submergée par une crise d’angoisse et tombe dans les bras de Pierre. Voici l’histoire d’une fille un peu folle, d’un type trop normal, d’un grand sécateur et d’un vieux professeur de piano.

## Fiche technique
- Réalisation : Baya Kasmi
- Photographie : Guillaume Deffontaines
- Pays d'origine :  France
- Langue originale : français
- Durée : 24 minutes
- Dates de sortie : 
  - France : 5 février 2011 (Festival du court métrage de Clermont-Ferrand)
  - Belgique : 2 octobre 2011 (Festival international du film francophone de Namur)

## Distribution
- Vimala Pons : Mina
- Bruno Podalydès : Pierre
- Jean-Claude Deret : Monsieur Boyer
- Claudia Tagbo : La caissière

## Distinctions
Sauf indication contraire, les informations mentionnées dans cette section peuvent être confirmées par les bases de données cinématographiques IMDb et Allociné,  présentes dans la section « Liens externes ».

### Récompenses
- Festival international du court métrage de Clermont-Ferrand 2011 : meilleur premier film
- Festival du film de Cabourg 2011 : meilleure réalisatrice de court métrage

### Nominations et sélections en compétition
- Festival Jean-Carmet 2011 : en compétition dans la compétition second rôle
- César 2012 : meilleur court-métrage
- Nuit des Lutins 2012 : en compétition pour le meilleur court métrage
- My French Film Festival 2012 : en compétition pour le meilleur court métrage
- Festival Désir... Désirs 2012 : en compétition pour le meilleur court métrage